# Biblioteca Nacional Martynas Mažvydas da Lituânia

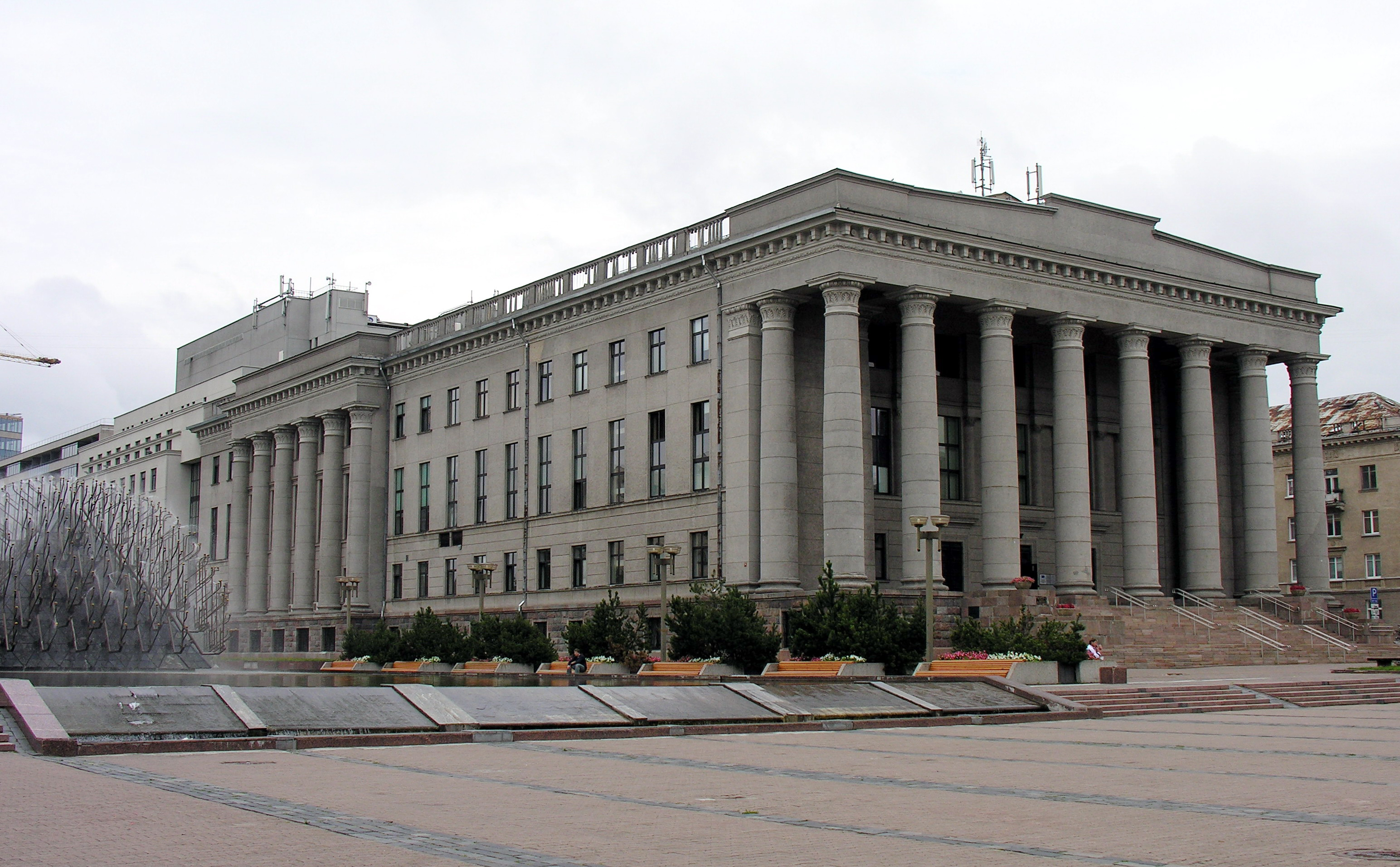
Biblioteca Nacional Martynas Mažvydas da Lituânia

Biblioteca Nacional Martynas Mažvydas da Lituânia ( em lituano:  Lietuvos nacionalinė Martyno Mažvydo biblioteka ) é uma instituição cultural nacional que coleta, organiza e preserva o conteúdo do patrimônio cultural escrito da Lituânia, desenvolve a coleção de documentos lituanos e estrangeiros relevantes para as necessidades de pesquisa, educação e cultura da Lituânia e fornece serviços de informações de bibliotecas ao público.
Os objetivos da Biblioteca Nacional Martynas Mažvydas são o acúmulo e a preservação do patrimônio cultural documental da Lituânia para as gerações futuras e garantir seu acesso, participação ativa no processo de criação da sociedade do conhecimento, desenvolvimento de suas atividades e serviços utilizando modernas tecnologias da informação com o objetivo de auxiliar o aprendizado e processos de desenvolvimento do povo lituano, fornecendo suporte metodológico às bibliotecas lituanas, realizando pesquisas em biblioteconomia, bibliografia, ciência da informação e bibliologia, evoluindo a teoria e a prática das bibliotecas e fortalecendo a dinâmica da integração nos processos globais de biblioteconomia.
A biblioteca foi fundada em Caunas em 1919. Em 1963, a Biblioteca mudou-se para a capital lituana Vilnius. Em 1988, a Biblioteca recebeu o nome de Martynas Mažvydas, autor do primeiro livro lituano (publicado em 1547), e em 1989 a Biblioteca foi oficialmente designada como Biblioteca Nacional Martynas Mažvydas da Lituânia. É a principal biblioteca de pesquisa lituana aberta ao público e também desempenha as funções de uma biblioteca parlamentar.

## Funções e responsabilidades
- Acumulação e preservação de publicações lituanas emitidas na Lituânia e no exterior, realizando o controle bibliográfico de documentos, desenvolvimento do Fundo Nacional de Arquivo de Documentos Publicados;
- Acumulação e armazenamento de outros documentos, impressos e sob outras formas, valiosos para a cultura nacional;
- Prestação de serviços a cidadãos, instituições e organizações lituanas e estrangeiras;
- Compilação e publicação da bibliografia nacional, índices bibliográficos, compilação de catálogos e bases de dados sindicais;
- Fornecimento de estatísticas sobre documentos publicados na Lituânia e atribuição de números de padrões internacionais para eles ( ISSN, ISBN, ISMN );
- Desempenhar as funções do Centro Nacional de Digitalização e criação do Sistema Virtual de Patrimônio Eletrônico (VEPS);
- Criação e desenvolvimento do Sistema Integrado de Informação de Bibliotecas da Lituânia (LIBIS);
- Preservação, restauração e microfilmagem de coleções de bibliotecas e coleções valiosas;
- Pesquisa em biblioteconomia, bibliografia e bibliologia, organização de conferências científicas, emissão de pesquisas e publicações metodológicas e a revista profissional Tarp knygų (No mundo dos livros);
- Organização de exposições, noites literárias e outros eventos culturais, promoção da cultura e ciência da Lituânia no exterior.

## Visão geral de participações
A coleção da Biblioteca Nacional Martynas Mažvydas da Lituânia incorpora uma ampla gama de documentos impressos e outros, abrangendo 6,65 milhões de volumes e 1,77 milhão de títulos em 2012.
| Atendimento ao Cliente          | Ano de 2012 |
| Usuários registrados            | 12 595      |
| Visitantes                      | 122 804     |
| Usuários virtuais               | 972 177     |
| Documentos Emitidos             | 1 166 035   |
| Locais de trabalho dos usuários | 253         |

Toda a coleção se divide em três categorias: o Fundo Nacional de Arquivos da Lituânia de Documentos Publicados, a coleção principal e as coleções especializadas (livros raros, manuscritos, arte, música, documentos Lituanica, etc. )

## Cooperação
Como biblioteca nacional, a Biblioteca Nacional Martynas Mažvydas da Lituânia coopera estreitamente com instituições e organizações nacionais e internacionais de bibliotecas. Desde 1992, a Biblioteca participa das atividades da Federação Internacional de Associações e Instituições Bibliotecárias (IFLA), Conferência da Fundação de Bibliotecários Nacionais Europeus (CENL), Conferência de Diretores de Bibliotecas Nacionais (CDNL), Associação de Bibliotecas de Pesquisa Européias (LIBER), Grupo de Trabalho Bibliotheca Baltica das bibliotecas da região do Mar Báltico, Conselho Internacional de Livros para Jovens ( IBBY ), Associação Internacional de Bibliotecas de Música (IAML), Associação Internacional de Bibliotecas de Direito (IALL), etc. Nesse contexto, a Biblioteca Nacional é um parceiro ativo em uma variedade de projetos internacionais. Em 2007, a Biblioteca Nacional ingressou na Biblioteca Europeia (TEL) e participa ativamente da criação da biblioteca digital Europeana.

## Projetos
O envolvimento da Biblioteca Nacional em redes nacionais e internacionais prevê a realização de projetos significativos que determinam mudanças positivas nas bibliotecas da Lituânia.
- Em 2008–2012, a Biblioteca Nacional, juntamente com o Ministério da Cultura da República da Lituânia e a Fundação Bill & Melinda Gates, implementaram o projeto “Bibliotecas para a Inovação”, que aprimorou a disponibilidade para os usuários de tecnologias da informação para acesso a recursos de informação e comunicação, focando especialmente as pessoas em partes remotas do país, bem como aquelas nas categorias de risco social.[3]
- Ao implementar a Estratégia de digitalização do patrimônio cultural lituano, preservação e acesso a conteúdo digital, a Biblioteca Nacional continua a criação de conteúdo do patrimônio cultural digital e o estabelecimento de serviços eletrônicos. 2010-2012 é o período de realização do projeto “Desenvolvimento do Sistema Virtual de Patrimônio Eletrônico”. O site do projeto: https://web.archive.org/web/20191111093348/https://www.epaveldas.lt/ .
- A Biblioteca Nacional está executando um programa para a criação do Sistema Integrado de Informações de Bibliotecas da Lituânia (LIBIS) e, em 2009–2012, iniciou o projeto de investimento “Desenvolvimento de serviços eletrônicos interativos para pedidos e recebimento de publicações em bibliotecas públicas”. O principal objetivo do projeto é o desenvolvimento de serviços eletrônicos nas bibliotecas públicas da Lituânia. O site do projeto: http://www.ibiblioteka.lt
- O Centro de Literatura Infantil da Biblioteca Nacional está implementando ainda mais o Programa de Promoção da Leitura adotado pelo Governo da República da Lituânia com o objetivo de incentivar a leitura entre pessoas de diversas faixas etárias e grupos sociais, aprimorar suas habilidades de leitura e também aumentar o prestígio de lendo. O site do programa: http://www.skaitymometai.lt .